# 142号線 (チェコ)
チェコ国鉄142号線、別名カルロヴィ・ヴァリ〜ヨハンゲオルゲンシュタット線（チェコ語：Železniční trať Karlovy Vary – Johanngeorgenstadt）は、チェコ国鉄の鉄道線の名称である。
1881年、オーストリア地方鉄道の路線としてノヴァー・ロレ～ネイデク間が開業した。残りの区間は、1898～1899年にかけて開業した。チェコとドイツの国境を越える路線である。

## 運行形態

### 定期列車
普通列車のみの運行で、カルロヴィヴァリ下駅 - ポトゥーチキ間に平日一日8往復、休日一日7往復（2～3時間間隔）が運行する。早朝・深夜を除き、国境を越えてヨハンゲオルゲンシュタットまで直通する。これらの他、カルロヴィ・ヴァリ～ネイデク間の区間運転や、カルロヴィ・ヴァリ下駅～カルロヴィ・ヴァリ間には140号線や141号線の列車も運行する。
2017年以前は、セイフィとポトゥーチキ停留所を通過する列車もあった。2015年以前は、ドイツ国鉄535号線ツヴィッカウ方面に直通する列車もあったが、現在は運行されていない。

### 臨時列車
- カルロヴィヴァリ下駅 - ロケット　【夏季、年2日運行】
2020年以降運行。カルロヴィヴァリ下駅 - ロケット間ノンストップで運行する。カルロヴィヴァリ本駅から140号線、144号線に直通する。
2020,21年は年3日運行していた。
- カルロヴィヴァリ下駅 - ノヴァー・ロレ　【夏季、年2日運行】
2020年以降運行。カルロヴィヴァリ下駅 - ノヴァー・ロレ間ノンストップで運行する。
- マットニ・エクスプレス (快速)
2019年以前運行。蒸気機関車。夏季の土曜日のみ、カルロヴィ・ヴァリ下駅 - カルロヴィ・ヴァリ駅 - キセルカ間に1往復運行する。カルロヴィ・ヴァリ以東は140号線に直通する。

## 駅一覧
以下では、チェコ国鉄142号線の駅と営業キロ、停車列車、接続路線などを一覧表で示す。
- ■印：全列車停車

| 路線名 | 駅名                         | 駅間営業キロ | 累計営業キロ | Os | 接続路線          | 所在地               | 所在地               |
| ------ | ---------------------------- | ------------ | ------------ | -- | ----------------- | -------------------- | -------------------- |
| 142    | カルロヴィ・ヴァリ下駅       | -            | 0.0          | ■  | 149号線           | カルロヴィ・ヴァリ州 | カルロヴィ・ヴァリ郡 |
| 142    | カルロヴィ・ヴァリ駅         | 3.1          | 3.1          | ■  | 140号線、141号線  | カルロヴィ・ヴァリ州 | カルロヴィ・ヴァリ郡 |
| 142    | スタラー・ロレ駅             | 3.3          | 6.4          | ■  |                   | カルロヴィ・ヴァリ州 | カルロヴィ・ヴァリ郡 |
| 142    | ノヴァー・ロレ駅             | 5.7          | 12.1         | ■  | 144号線           | カルロヴィ・ヴァリ州 | カルロヴィ・ヴァリ郡 |
| 142    | ノヴァー・ロレ停留所         | 2.8          | 14.9         | ■  |                   | カルロヴィ・ヴァリ州 | カルロヴィ・ヴァリ郡 |
| 142    | スハー駅                     | 2.6          | 17.5         | ■  |                   | カルロヴィ・ヴァリ州 | カルロヴィ・ヴァリ郡 |
| 142    | ネイデク駅                   | 2.0          | 19.5         | ■  |                   | カルロヴィ・ヴァリ州 | カルロヴィ・ヴァリ郡 |
| 142    | ネイデク停留所               | 1.9          | 21.4         | ■  |                   | カルロヴィ・ヴァリ州 | カルロヴィ・ヴァリ郡 |
| 142    | ヴィソカー・ペツ駅           | 1.7          | 23.1         | ■  |                   | カルロヴィ・ヴァリ州 | カルロヴィ・ヴァリ郡 |
| 142    | ノヴェー・ハムリ駅           | 3.1          | 26.2         | ■  |                   | カルロヴィ・ヴァリ州 | カルロヴィ・ヴァリ郡 |
| 142    | ネイデク・チソヴァー駅       | 2.3          | 28.5         | ■  |                   | カルロヴィ・ヴァリ州 | カルロヴィ・ヴァリ郡 |
| 142    | ネイデク・セイフィ駅         | 2.7          | 31.2         | ■  |                   | カルロヴィ・ヴァリ州 | カルロヴィ・ヴァリ郡 |
| 142    | ネイデク・オルドルジホフ駅   | 1.9          | 33.1         | ■  |                   | カルロヴィ・ヴァリ州 | カルロヴィ・ヴァリ郡 |
| 142    | ペルニンク駅                 | 3.1          | 36.2         | ■  |                   | カルロヴィ・ヴァリ州 | カルロヴィ・ヴァリ郡 |
| 142    | ホルニー・ブラトナー駅       | 2.7          | 38.9         | ■  |                   | カルロヴィ・ヴァリ州 | カルロヴィ・ヴァリ郡 |
| 142    | ポトゥーチキ停留所           | 4.5          | 43.4         | ■  |                   | カルロヴィ・ヴァリ州 | カルロヴィ・ヴァリ郡 |
| 142    | ポトゥーチキ駅               | 2.4          | 45.8         | ■  |                   | カルロヴィ・ヴァリ州 | カルロヴィ・ヴァリ郡 |
| 142    | ヨハンゲオルゲンシュタット駅 | 1.0          | 46.8         | ■  | ドイツ国鉄535号線 | ザクセン州           | エルツ山地郡         |